# Lərmərud
Lərmərud è un comune dell'Azerbaigian situato nel distretto di Lerik. Conta una popolazione di 1 019 abitanti.